# Gentianella holosteoides
Gentianella holosteoides är en gentianaväxtart som beskrevs av Pritchard. Gentianella holosteoides ingår i släktet gentianellor, och familjen gentianaväxter. Inga underarter finns listade i Catalogue of Life.